# À l'est d'Éden (film)
Pour les articles homonymes, voir East of Eden.
Pour plus de détails, voir Fiche technique et Distribution.
À l’est d’Éden (East of Eden) est un film américain d'Elia Kazan, sorti en 1955, d’après le roman du même nom de John Steinbeck, publié en 1952, et dont le titre est inspiré du verset biblique relatant la fuite de Caïn, fils d'Adam, après le meurtre de son frère Abel.
Genèse (4;16) : « Caïn se retira de devant l'Éternel, et séjourna dans le pays de Nôd, à l'est d'Éden. »
C'est le premier film d'Elia Kazan réalisé en couleurs et en CinémaScope. Il a reçu le Golden Globe du Meilleur film dramatique en 1956. Elia Kazan et James Dean ont été nommés aux Oscars en cette même année, respectivement pour les titres de Meilleur réalisateur et de Meilleur acteur. Jo Van Fleet remporte l'Oscar de la meilleure actrice dans un second rôle lors de la 28e cérémonie des Oscars.

## Synopsis

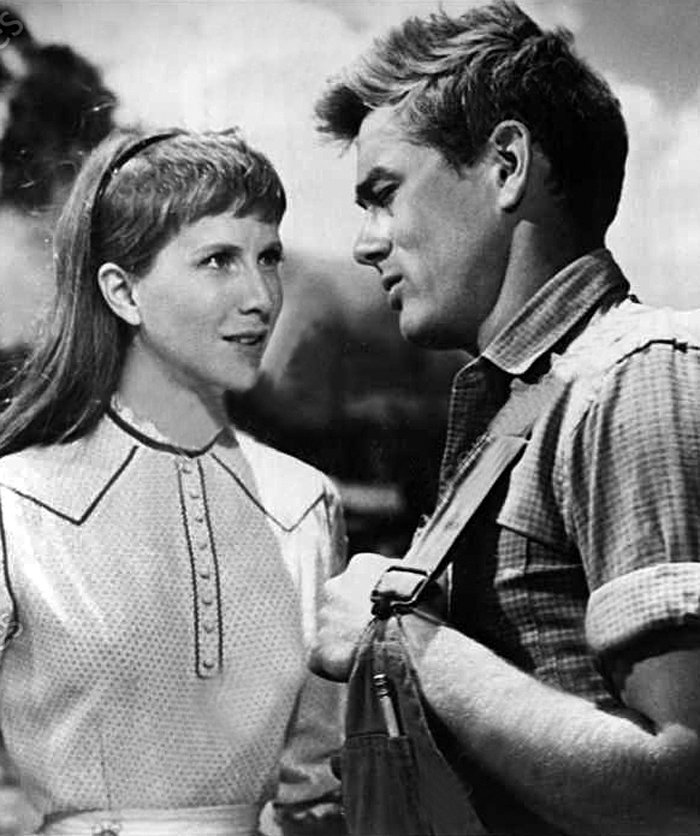
Julie Harris et James Dean

Année 1917. Aidé par ses deux fils, Cal et Aaron, Adam Trask exploite ses terres à Salinas Valley. Les deux enfants croient que leur mère est morte, alors qu’elle a fui à la naissance des jumeaux. Cal, fils incompris, est convaincu que son père ne l’aime pas et qu’il n’est lui-même que l’incarnation du mal (qu’il voit en sa mère). Un jour, il apprend que sa génitrice vit dans la ville voisine, et qu’elle y tient un bar « louche », en fait une maison close. Parallèlement, Adam, le père, se ruine en faisant des affaires. Cal décide alors de faire fortune pour renflouer son père et gagner ainsi son amour. La fiancée d’Aaron, Abra, va alors doucement tomber sous le charme du jeune Cal, alors que la tournure des événements est défavorable aux desseins du jeune homme.
L'histoire du personnage recoupe celle de l'acteur, élevé dans une ferme, sans mère, et souffrant du manque d'amour de son père.

## Fiche technique
- Titre : À l'est d'Éden
- Titre original : East of Eden
- Réalisation : Elia Kazan, assisté de Don Alvarado et Horace Hough
- Scénario : Paul Osborn, d'après un roman de John Steinbeck
- Producteur : Elia Kazan
- Société de production : Warner Bros.
- Distribution : Warner Bros.
- Photographie : Ted D. McCord
- Pays d'origine :  États-Unis
- Langue : anglais
- Musique : Leonard Rosenman
- Direction artistique : James Basevi
- Costumes : Anna Hill Johnstone
- Lieu de tournage : Mendocino, Californie, USA et Spreckles Sugar Factory, Salinas, Californie, USA
- Dates de sortie :
  - États-Unis : 10 avril 1955
  - France : 26 octobre 1955
- Affiche : Bill Gold (États-Unis)

## Distribution

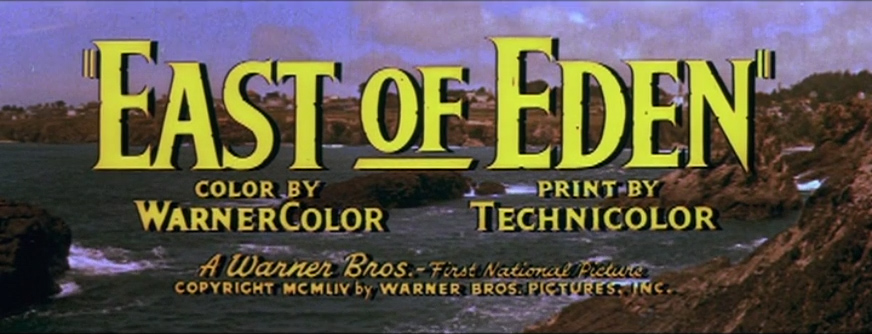

- James Dean (VF : Michel François) : Cal Trask
- Julie Harris (VF : Sophie Leclair) : Abra
- Raymond Massey (VF : Claude Péran) : Adam Trask
- Richard Davalos (VF : Michel Gudin) : Aron Trask
- Burl Ives (VF : Pierre Morin) : Sam Cooper, le shérif
- Jo Van Fleet : Kate
- Albert Dekker : Will Hamilton, l’ami d’affaires
- Lois Smith (VF : Monique Maine) : Anne, la servante de Kate
- Harold Gordon : Gustav Albrecht
- Nick Dennis : Rantani, le planteur de haricots

Acteurs non crédités
- Barbara Baxley : une infirmière
- Timothy Carey : Joe
- Lonny Chapman : Roy Turner
- Richard Garrick : Le docteur Edwards
- John Halloran : un représentant de la ville au défilé
- Mario Siletti : M. Piscora

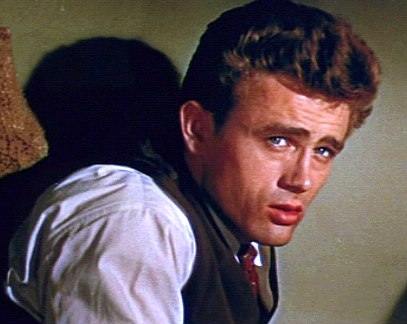
James Dean
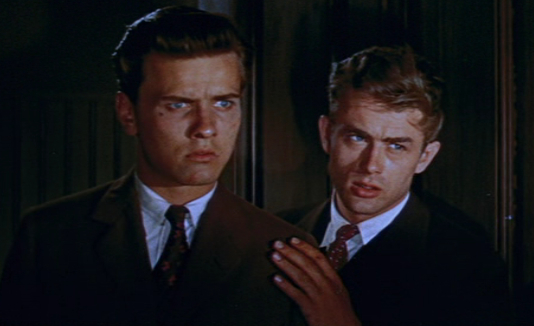
Richard Davalos et James Dean
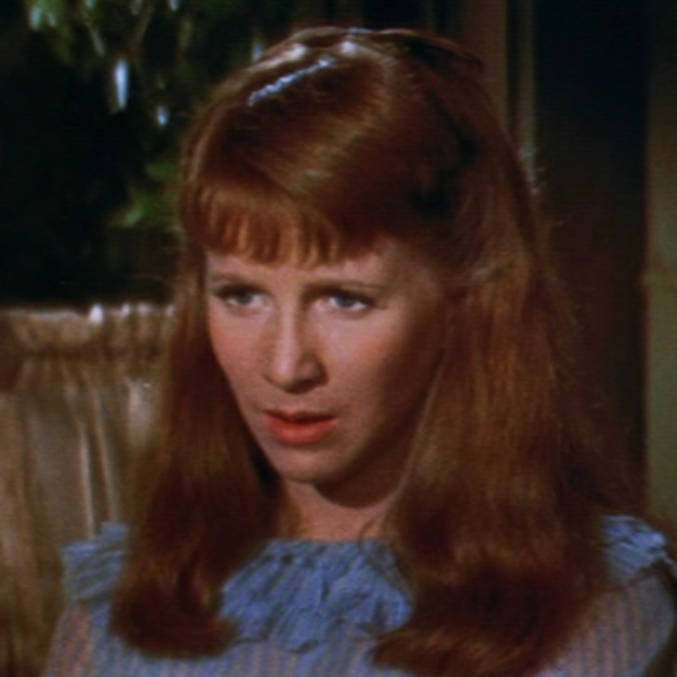
Julie Harris
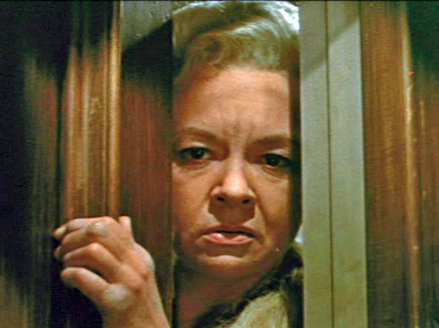
Jo Van Fleet

## Production
À l'origine, les acteurs prévus pour jouer Aron et Cal sont Marlon Brando et Montgomery Clift mais Brando n'est intéressé par aucun des deux rôles et Clift ne veut jouer que celui d'Aron. Elia Kazan décide de faire appel à des inconnus : jusqu'aux essais, le réalisateur hésite entre James Dean et Paul Newman pour incarner le personnage de Cal. Elia Kazan choisit Dean au jeu plus entier et plus animal.

## Distinctions
Le film a été présenté en sélection officielle en compétition au Festival de Cannes 1955.